# Andres Makin
Andres Makin Jr. (ur. 11 kwietnia 1992 w Punta Gorda) – belizeński piłkarz występujący na pozycji pomocnika, obecnie zawodnik Police United. Jego brat Devon Makin również jest piłkarzem.

## Kariera klubowa
Makin jako junior występował w klubach takich jak Acros Brown Bombers czy Kulture Yabra FC, jednak dorosłą karierę piłkarską rozpoczynał jako osiemnastolatek w klubie Toledo Ambassadors, którego trenerem był wówczas jego ojciec, Andres Makin Sr. W sezonie 2010/2011 zdobył z nim tytuł wicemistrzowski, zaś w 2011 roku jego drużyna występowała już pod nazwą Paradise/Freedom Fighters, grając w Super League of Belize, rozgrywkach niezrzeszonych w Belizeńskim Związki Piłki Nożnej, a on sam został wybrany najlepszym pomocnikiem ligi. W 2012 roku razem z ojcem przeniósł się do zespołu Police United ze stołecznego Belmopanu, gdzie szybko wywalczył sobie miejsce w składzie i już pierwszym sezonie w barwach nowego klubu, 2012, zanotował tytuł wicemistrza kraju. Osiągnięcie to wywalczył po raz kolejny w następnych rozgrywkach, turnieju otwarcia sezonu 2012/2013, zaś sześć miesięcy później, podczas wiosennego turnieju zamknięcia, zdobył z United swój pierwszy tytuł mistrza Belize.

## Kariera reprezentacyjna
W wieku juniorskim Makin występował w reprezentacji w kategoriach wiekowych U-16 i U-17. W 2010 roku w barwach reprezentacji Belize U-20 wystąpił w kwalifikacjach do Młodzieżowych Mistrzostw Ameryki Północnej, lecz jego drużyna narodowa nie zdołała awansować do finałów rozgrywanego w Gwatemali turnieju, notując w eliminacjach dwie porażki. Wystąpił wówczas w obydwóch spotkaniach, ani razu nie wpisując się na listę strzelców.
W 2013 roku Makin został powołany przez kostarykańskiego selekcjonera Leroya Sherriera Lewisa na turniej Copa Centroamericana. Właśnie w tych rozgrywkach zadebiutował w seniorskiej reprezentacji Belize, 20 stycznia w zremisowanym 0:0 meczu fazy grupowej z Gwatemalą. Ogółem podczas tych rozgrywek pojawiał się na boisku trzykrotnie, a jego drużyna zajęła ostatecznie czwarte miejsce, najwyższe w historii swoich występów w tym turnieju. Kilka miesięcy później znalazł się w ogłoszonym przez amerykańskiego trenera Iana Morka składzie na Złoty Puchar CONCACAF, gdzie pozostawał rezerwowym swojej kadry, rozgrywając tylko jedno spotkanie, a Belizeńczycy, debiutujący wówczas w tych rozgrywkach, zanotowali komplet porażek i odpadli z turnieju już w fazie grupowej.